# Jasnyj
Jasnyj (ros. Ясный) – miasto w południowej Rosji, w pobliżu granicy między Europą a Azją, na terenie obwodu orenburskiego.
Jasnyj leży na terenie rejonu jasnyńskiego, którego ośrodek administracyjny stanowi.
Miejscowość leży 24 km od granicy z Kazachstanem i liczy 16 663 mieszkańców (2008).
Jasnyj jest młodym miastem – został założony w 1961 r., prawa miejskie ma od roku 1979.